# Keshav Dutt
Keshav Dutt   (Lahore, 29 de desembre de 1925 - Santoshpur, 7 de juliol de 2021) va ser un jugador d'hoquei sobre herba indi que va competir durant les dècades de 1940 i 1950. En el seu palmarès destaquen dues medalles d'or en la competició d'hoquei sobre herba als Jocs Olímpics, el 1948, a Londres, i el 1952, a Hèlsinki.